# Copa América 1921
Copa América 1921 – piąte mistrzostwa kontynentu południowoamerykańskiego, odbyły się w dniach 2 – 30 października 1921 roku po raz drugi (po Copa América 1916) w Argentynie. Chile wycofało się, jednak utrzymano liczbę czterech reprezentacji, bo na turnieju zadebiutował Paragwaj. Grano systemem każdy, z każdym, a o zwycięstwie w turnieju decydowała końcowa tabela.

## Uczestnicy

### Argentyna
| Zawodnik                 | Klub                           |
| ------------------------ | ------------------------------ |
| Florindo Bearzotti       | Belgrano Rosario               |
| Pedro Calomino           | Boca Juniors                   |
| Adolfo Celli             | Newell’s Old Boys Rosario      |
| Jaime Chavín             | CA Huracán                     |
| Miguel Dellavalle        | Belgrano Córdoba               |
| Raúl Echeverría          | Estudiantes La Plata           |
| Alfredo Elli             | Boca Juniors                   |
| Vicente González         | Gimnasia y Esgrima Mendoza     |
| Julio Libonatti          | Newell’s Old Boys Rosario      |
| José Alfredo López       | Boca Juniors                   |
| Ernesto Kiessel          | CA Huracán                     |
| Juan Salvador Presta     | Porteño Buenos Aires           |
| Blas Saruppo             | Sportivo Barracas Buenos Aires |
| Emilio Solari            | Nueva Chicago Buenos Aires     |
| Gabino Sosa              | Central Córdoba Rosario        |
| Américo Miguel Tesoriere | Boca Juniors                   |
| Trener: Pedro Calomino   |                                |

### Brazylia
| Zawodnik                                         | Klub                   |
| ------------------------------------------------ | ---------------------- |
| ALFREDINHO – Alfredo Silva                       | Botafogo FR            |
| Lair Paulo BARATA Fortes                         | América Rio de Janeiro |
| Aníbal Médicis CANDIOTA                          | CR Flamengo            |
| DINO I – Antonio Dino Galvão                     | CR Flamengo            |
| FREDERICO Pinheiro                               | Bangu AC               |
| Júlio KUNTZ Filho                                | CR Flamengo            |
| LAÍS – Arthur Antunes de Morães e Castro         | Fluminense FC          |
| Ernesto Duarte MACHADO da Silva                  | Fluminense FC          |
| MARCOS Carneiro de Mendonça                      | Fluminense FC          |
| NONÔ – Claudionor Gonçalves                      | CR Flamengo            |
| ORLANDINHO – Orlando Moreira                     | CR Flamengo            |
| TELEFONE – José de Almeida Neto                  | CR Flamengo            |
| ZEZÉ I – José Carlos Guimarães                   | Fluminense FC          |
| Trener: LAÍS – Arthur Antunes de Morães e Castro |                        |

### Paragwaj
| Zawodnik                   | Klub          |
| -------------------------- | ------------- |
| Isidoro Benítez Casco      | ?             |
| Alejandro Delgado          | ?             |
| Manuel Fleitas Solich      | ?             |
| Ramón González             | ?             |
| Darío Lima                 | ?             |
| Ildefonso López            | Club Guaraní  |
| Venancio Paredes           | Club Guaraní  |
| Ángel Portaluppi           | Club Libertad |
| Manuel Radice              | ?             |
| Gerardo Rivas              | Club Libertad |
| Arsenio Rodríguez          | ?             |
| Daniel Schaerer            | Club Olimpia  |
| Francisco Vera             | ?             |
| Agustín Zelada             | ?             |
| Trener: José Durand Laguna |               |

### Urugwaj
| Zawodnik               | Klub                      |
| ---------------------- | ------------------------- |
| Manuel Beloutas        | Universal Montevideo      |
| José Benincasa         | CA Peñarol                |
| O. Bianchi             | Charley Montevideo        |
| Fausto Broncini        | Central Montevideo        |
| Antonio Cámpolo        | CA Peñarol                |
| Norberto Casanello     | Montevideo Wanderers      |
| Pedro Casella          | Belgrano Montevideo       |
| Alfredo Foglino        | Club Nacional de Football |
| Marcelo Lietti         | Universal Montevideo      |
| Sebastián Marroche     | Club Nacional de Football |
| Juan Molinari          | Universal Montevideo      |
| Ladislao Pérez         | Universal Montevideo      |
| José Piendibene        | CA Peñarol                |
| Ángel Romano           | Club Nacional de Football |
| Esteban Ruibal         | Central Montevideo        |
| Pascual Somma          | Club Nacional de Football |
| Luis Villazú           | Lito Montevideo           |
| Alfredo Zibechi        | Club Nacional de Football |
| Trener: Ernesto Fígoli |                           |

## Mecze

### Argentyna–Brazylia
| ARGENTYNA – BRAZYLIA 1:0 (1:0)                                                                                      |
| --- |
| 2 października 1921, Buenos Aires, Stadion Sportivo Barracas (widzów 20 000)                                        |
| Sędzia: Ricardo Vallarino                                                                                           |
| ARGENTYNA: Tesoriere – Celli, Bearzotti – López, Dellavalle, Solari – Calomino, Libonatti, Sosa, Echeverría, Chavín |
| BRAZYLIA: Kuntz – Telefone, Barata – Laís, Alfredinho, Dino I – Zezé I, Candiota, Nonô, Machado, Orlandinho         |
| Bramki: 1:0 Libonatti 27                                                                                            |

### Paragwaj–Urugwaj
| PARAGWAJ – URUGWAJ 2:1 (1:0)                                                                                               |
| --- |
| 9 października 1921, Buenos Aires, Stadion Sportivo Barracas (widzów 12 000)                                               |
| Sędzia: Gerónimo Rapossi                                                                                                   |
| PARAGWAJ: Portaluppi – Paredes, González – Rodríguez, Fleitas Solich, Benítez Casco – Schaerer, Lima, López, Rivas, Zelada |
| URUGWAJ: Casella – Benincasa, Foglino – Broncini, Zibechi, Marroche – Somma, Villazú, Piendibene, Romano, Cámpolo          |
| Bramki: 1:0 Rivas 9, 2:0 López 66, 2:1 Piendibene 83                                                                       |

### Brazylia–Paragwaj
| BRAZYLIA – PARAGWAJ 3:0 (2:0)                                                                                            |
| --- |
| 12 października 1921, Buenos Aires, Stadion Sportivo Barracas (widzów 25 000)                                            |
| Sędzia: Ricardo Vallarino                                                                                                |
| BRAZYLIA: Kuntz – Telefone, Barata – Laís, Alfredinho, Dino I – Zezé I, Candiota, Frederico, Machado, Orlandinho         |
| PARAGWAJ: Portaluppi – Paredes, González – Rodríguez, Fleitas Solich, Benítez Casco – Schaerer, Lima, López, Rivas, Vera |
| Bramki: 1:0 Machado 21, 2:0 Machado 44, 3:0 Candiota 46                                                                  |

### Argentyna–Paragwaj
| ARGENTYNA – PARARGWAJ 3:0 (1:0)                                                                                           |
| --- |
| 16 października 1921, Buenos Aires, Stadion Sportivo Barracas (widzów 25 000)                                             |
| Sędzia: Ricardo Vallarino                                                                                                 |
| ARGENTYNA: Tesoriere – Celli, Bearzotti – Presta, Dellavalle, Solari – Calomino, Libonatti, Saruppo, Echeverría, González |
| PARAGWAJ: Radice – Paredes, González – Delgado, Fleitas Solich, Benítez Casco – Schaerer, Lima, López, Rivas, Vera        |
| Bramki: 1:0 Libonatti 43, 2:0 Saruppo 71, 3:0 Echeverría 76                                                               |

### Urugwaj–Brazylia
| URUGWAJ – BRAZYLIA 2:1 (2:0)                                                                                         |
| --- |
| 23 października 1921, Buenos Aires, Stadion Sportivo Barracas (widzów 10 000)                                        |
| Sędzia: Víctor Cabańas Saguier                                                                                       |
| URUGWAJ: Beloutas – Benincasa, Foglino – Broncini, Zibechi, Molinari – Somma, Casanello, Piendibene, Romano, Cámpolo |
| BRAZYLIA: Kuntz – Telefone, Barata – Laís, Alfredinho, Dino I – Zezé I, Candiota, Frederico, Machado, Orlandinho     |
| Bramki: 1:0 Romano 1, 2:0 Romano 8, 2:1 Zezé I 53                                                                    |

### Argentyna–Urugwaj
| ARGENTYNA – URUGWAJ 1:0 (0:0)                                                                                            |
| --- |
| 30 października 1921, Buenos Aires, Stadion Sportivo Barracas (widzów 35 000)                                            |
| Sędzia: Pedro Santos |
| ARGENTYNA: Tesoriere – Celli, Bearzotti – López, Dellavalle, Solari – Calomino, Libonatti, Saruppo, Echeverría, González |
| URUGWAJ: Beloutas – Benincasa, Foglino – Broncini, Zibechi, Molinari – Somma, Casanello, Piendibene, Romano, Cámpolo     |
| Bramki: 1:0 Libonatti 57                                                                                                 |

## Podsumowanie

### Wyniki
Wszystkie mecze rozgrywano w Buenos Aires na stadionie Sportivo Barracas
| Argentyna | 1 – 0 (1-0) | Brazylia |
| Paragwaj  | 2 – 1 (1-0) | Urugwaj  |
| Brazylia  | 3 – 0 (2-0) | Paragwaj |
| Argentyna | 3 – 0 (1-0) | Paragwaj |
| Urugwaj   | 2 – 1 (2-0) | Brazylia |
| Argentyna | 1 – 0 (0-0) | Urugwaj  |

### Końcowa tabela
| Poz | Klub      | Mecze | Zw | Rem | Por | Pkt | BrZd | BrStr |
| --- | --------- | ----- | -- | --- | --- | --- | ---- | ----- |
| 1   | ARGENTYNA | 3     | 3  | 0   | 0   | 6   | 5    | 0     |
| 2   | BRAZYLIA  | 3     | 1  | 0   | 2   | 2   | 4    | 3     |
| 3   | URUGWAJ   | 3     | 1  | 0   | 2   | 2   | 3    | 4     |
| 4   | PARAGWAJ  | 3     | 1  | 0   | 2   | 2   | 2    | 7     |

Piątym triumfatorem turnieju Copa América został po raz pierwszy zespół Argentyny.

### Strzelcy bramek
| Gole | Piłkarze                                                     |
| ---- | ------------------------------------------------------------ |
| 3    | Libonatti                                                    |
| 2    | Machado Romano                                               |
| 1    | Echeverría, Saruppo Candiota, Zezé I López, Rivas Piendibene |

### Sędziowie
| Mecze | Sędziowie                                            |
| ----- | ---------------------------------------------------- |
| 3     | Ricardo Vallarino                                    |
| 1     | Gerónimo Rapossi Pedro SANTOS Víctor Cabańas Saguier |